# Fritz Linde (Politiker)
Fritz Linde (* 1. August 1917 in Nordstemmen, Landkreis Marienburg; † 4. September 1967 in Lehrte) war ein deutscher Politiker (FDP) und Mitglied des Niedersächsischen Landtages.
Fritz Linde legte die Reifeprüfung an der Oberschule in Lehrte im Februar 1937 ab, in der Folge leistete er Reichsarbeitsdienst vom März 1937 bis August 1937. Anschließend leistete er Wehrdienst von August 1937 bis August 1939 und war Soldat von August 1939 bis Mai 1945. Er wurde bei Stalingrad verwundet und als Hauptmann der Reserve der Fallschirmtruppe entlassen. Danach studierte Linde Wirtschaftswissenschaften in Wien und Hannover. Er trat 1945 in eine Handelsfirma ein, die sich im Großhandel und Einzelhandel mit nebenbetrieblichem Handwerk betätigte, und er wurde später selbst Inhaber der Firma. 
Linde wurde Mitglied der Bundes- und Landesausschüsse der FDP für Wirtschafts-, Mittelstands- und Sozialpolitik. Er war Senator der Stadt Lehrte und wurde als Abgeordneter in den Kreistag des Landkreises Burgdorf gewählt. Vom 20. Mai 1963 bis 5. Juni 1967 war er Mitglied des Niedersächsischen Landtages (5. Wahlperiode), dort wirkte er vom 12. Juni 1963 bis 5. Juni 1967 auch als Schriftführer des Niedersächsischen Landtages.

## Öffentliche Ämter
Linde engagierte sich in einer Vielzahl von Ämtern, so war er Mitglied des Bundesvorstandes vom Fachverband Deutscher Eisenwaren- und Hausratshändler in Düsseldorf, Vorsitzender in der Fachgemeinschaft Eisenwaren des Landes Niedersachsen, Kreisvorsitzender im  Einzelhandelsverband im Kreisverband Burgdorf, Mitglied in der Tarifkommission des niedersächsischen Einzelhandels, Vorstandsmitglied im niedersächsischen Baustoffgroßhandel, Bezirksvorsitzender und Vertrauensmann für den Baustoff- und Eisengroßhandel, Ausschussmitglied im Finanzamt Burgdorf und in der Allgemeinen Ortskrankenkasse Burgdorf, Mitglied des Vorstandes der Kreissparkasse Burgdorf und Ausschussmitglied in der Industrie- und Handelskammer Lüneburg. 